# Cyphacanthus
- Commons
- Wikispecies

Cyphacanthus Leonard, segundo o Sistema APG II, é um gênero botânico da família Acanthaceae.

## Espécie
O gênero apresenta uma única espécie:
- Cyphacanthus atopus Leonard
- «Lista das espécies»

## Nome e referências
Cyphacanthus Leonard, 1953

## Classificação do gênero
| Sistema | Classificação                       | Referência            |
| ------- | ----------------------------------- | --------------------- |
| APG II  | Ordem Lamiales, família Acanthaceae | APweb, versão 9, 2008 |